# NGC 3723
NGC 3723 is een elliptisch sterrenstelsel in het sterrenbeeld Beker. Het hemelobject werd in 1880 ontdekt door de Britse astronoom Andrew Ainslie Common.

## Synoniemen
- MCG -2-30-2
- NPM1G -09.0433
- PGC 35604